# МАЗ-5549
МАЗ-5549 — советский крупнотоннажный автомобиль-самосвал, выпускавшийся на Минском автомобильном заводе с 1977 по 1990 год.

## Описание
Самосвал МАЗ-5549 производился на базе МАЗ-5335 и являлся продолжением модели МАЗ-503А. Как и все автомобили семейства 5334/35, автомобили получили новое обозначение в соответствии с действовавшей на тот момент отраслевой нормалью ОН 025270-66.
В результате введения ГОСТ 8769—75, приведшего советскую автомобильную светотехнику в соответствие с рекомендациями ЕЭК ООН (ныне правила № 48), фары головного света были перемещены на передний бампер, а на место былых отверстий в передней стенке кабины была поставлена новая декоративная решётка радиатора со специальными «заглушками», в которых установили комбинированные габаритные фонари с указателями поворота.
С 1985 года на Минском автомобильном заводе начался выпуск автомобиля-самосвала нового поколения МАЗ-5551. Несмотря на это, автомобиль-самосвал МАЗ-5549 оставался на конвейере до 1990 года.